# Самнер (Ајова)
Самнер (енгл. Sumner) град је у америчкој савезној држави Ајова. По попису становништва из 2010. у њему је живело 2.028 становника.

## Демографија
Према попису становништва из 2010. у граду је живело 2.028 становника, што је -78 (-3.7%) становника више него 2000. године.
| Група             | 2000.         | 2010.         |
| Белци             | 2.072 (98,4%) | 1.989 (98,1%) |
| Афроамериканци    | 4 (0,2%)      | 0 (0,0%)      |
| Азијати           | 9 (0,4%)      | 16 (0,8%)     |
| Хиспаноамериканци | 14 (0,7%)     | 15 (0,7%)     |
| Укупно            | 2.106         | 2.028         |